# Melanoplus chimariki
Melanoplus chimariki is een rechtvleugelig insect uit de familie veldsprinkhanen (Acrididae). De wetenschappelijke naam van deze soort is voor het eerst geldig gepubliceerd in 1963 door Gurney & Buxton.